# Панченко, Лидия Порфирьевна
Лидия Порфирьевна Панченко (укр.  Лідія Порфирівна
Панченко; 1920 год, село Калинов Мост — 13 сентября 1998 год, село Калинов Мост, Пирятинский район, Полтавская область, Украина) — колхозница, доярка колхоза «Авангард» Пирятинского района Полтавской области, Украинская ССР. Герой Социалистического Труда (1971).
Работала разнорабочей, бригадиром, дояркой на молочнотоварной ферме колхоза «Авангард» Пирятинского района. Ежегодно перевыполняла план по надою молока, получая от каждой фуражной коровы в среднем по 3700 — 3800 литров молока. В 1971 году удостоена звания Героя Социалистического Труда «за выдающиеся успехи, достигнутые в развитии сельскохозяйственного производства и выполнении пятилетнего плана продажи государству продуктов животноводства».
После выхода на пенсию проживала в родном селе, где скончалась в 1998 году.

## Награды
- Герой Социалистического Труда — указом Президиума Верховного Совета СССР от 8 апреля 1971 года
- Орден Ленина
- Орден Октябрьской Революции
- Орден Трудового Красного Знамени